# Lars Barfoed
Lars Barfoed, né le 4 juillet 1957 à Frederiksberg, est un homme politique danois, ancien membre du Parti populaire conservateur (KF), dont il a été président de 2011 à 2014.
Il est ministre de la Famille et de la Consommation du Danemark de 2005 à 2006, puis fait son retour au gouvernement en 2008 comme ministre des Transports. Début 2010, il est promu ministre de la Justice, avant d'être choisi l'année suivante comme président du KF.

## Biographie

### Formation et carrière

#### Juriste
Après avoir obtenu son diplôme de l'enseignement secondaire en 1976, il entre à l'université de Copenhague où il suit des études supérieures de droit. Cinq ans plus tard, il en ressort avec une maîtrise de droit et devient, pour un an, secrétaire juridique du groupe du Parti populaire conservateur (KF) au Folketing.

#### Dans le monde des affaires
En 1982, il est engagé comme secrétaire par la Confédération des employeurs danois (DA), et y travaille jusqu'en 1985, lorsqu'il obtient le poste de directeur de l'Organisation danoise du commerce de détail pour trois ans. En effet, il interrompt toute activité en 1988, puis est nommé directeur du conseil conjoint des détaillants. Il occupe ce poste jusqu'au moment de sa nomination comme directeur de l'organisation patronale Commerces et services danois (DHS) en 1993.
Lars Barfoed est finalement choisi comme directeur exécutif de l'Association des banquiers danois en 1994, et le reste jusqu'à son entrée dans la vie politique nationale, en 2001.
Il a par ailleurs été membre du conseil des plaintes des consommateurs pendant six ans à partir de 1988.

### Parcours politique

#### Les débuts
Il obtient son premier mandat en 1978, à la suite de son élection au conseil municipal de Rødovre, où il siège jusqu'en 1985. En 2001, il est élu député du Parti populaire conservateur (KF) au Folketing.

#### Ministre de la Famille et démission
Il est réélu pour un second mandat lors des élections législatives du 8 février 2005. Le 18 février, il est nommé ministre de la Famille et de la Consommation dans le second gouvernement minoritaire formé par le libéral Anders Fogh Rasmussen.
En décembre 2006, un rapport de la Cour des comptes (en) évoque la mauvaise qualité des inspections liées au contrôle alimentaire, et met en cause Barfoed pour avoir trop insuffisemment tenu le Folketing informé de la situation. Le Parti populaire danois, un parti soutenant la coalition gouvernemental, affirme ne plus avoir confiance en Barfoed, qui annonce alors sa démission.

#### Le retour au premier plan
Il est réélu député lors des élections législatives anticipées de novembre 2007 . En juin 2008, il succède à Helge Adam Møller comme président du groupe parlementaire conservateur.
Le 10 septembre 2008, il fait son retour au gouvernement comme ministre des Transports, à la faveur d’un remaniement ministériel déclenché par le départ de Bendt Bendtsen de la présidence du parti et de son poste au gouvernement.
Il est maintenu à ce poste lorsque Lars Løkke Rasmussen succède à Anders Fogh Rasmussen comme Premier ministre en avril 2009. À la faveur d’un large ministériel, il devient ministre de a Justice le 23 février 2010 .

#### Chef des conservateurs
Le 14 janvier 2011, il est élu président du Parti populaire conservateur, en remplacement de la ministre des Affaires étrangères, Lene Espersen, victime d'une fronde interne causée par la faiblesse du parti dans les sondages, à l'approche des élections législatives. Lors du scrutin de septembre 2011, le parti ne remporte que huit sièges, soit le pire résultat de son histoire. Malgré la défaite et le retour dans l'opposition, Barfoed retrouve son rôle de président du groupe parlementaire conservateur et est réélu comme président du parti le 1er octobre.
En juin 2012, il renonce à la présidence du groupe parlementaire conservateur pour en devenir le porte-parole politique, tout en conservant son rôle de chef de parti.
En août 2014, il annonce quitter la présidence du parti, à laquelle il est remplacé par Søren Pape Poulsen. Alors que les conservateurs enregistrent le pire résultat de leur histoire aux élections législatives de juin 2015, il échoue à être réélu comme député au Folketing. À la suite de cette défaite, il annonce en août son départ de la vie politique pour le secteur privé.
En août 2023, il annonce avoir quitté le Parti populaire conservateur et adhéré aux Modérés, le parti centriste fondé en 2022 par l'ancien Premier ministre Lars Løkke Rasmussen. En septembre, il se déclare candidat aux élections européennes de juin 2024. En dernière position sur la liste des Modérés, il ne devient pas député européen.
En novembre 2023, le ministre de la Culture Jakob Engel-Schmidt annonce la nomination de Lars Barfoed pour succéder à Bertel Haarder comme président du théâtre royal danois.